# Bajacalifornia burragei
Bajacalifornia burragei is een  straalvinnige vissensoort uit de familie van gladkopvissen (Alepocephalidae). De wetenschappelijke naam van de soort is voor het eerst geldig gepubliceerd in 1925 door Townsend & Nichols.